# Manuela Goller
Manuela Goller (5 de janeiro de 1971) é uma ex-futebolista alemã que atuava como goleira.

## Carreira
Manuela Goller representou a Seleção Alemã de Futebol Feminino, nas Olimpíadas de 1996. 